# Alcatraz (serial)
Alcatraz este un serial american de televiziune creat de Elizabeth Sarnoff, Steven Lilien și Bryan Wynbrandt și produs de Bad Robot Productions. După 13 episoade, serialul a fost anulat la 9 mai 2012.

## Povestea
La 21 martie 1963, peste trei sute de deținuți și peste patruzeci de polițiști au dispărut fără urmă din închisoarea de pe insula Alcatraz. Pentru a acoperi această dispariție, Guvernul a inventat o poveste de mușamalizare cum că închisoarea ar fi fost închisă datorită condițiilor nesigure și că deținuții ar fi fost transferați în altă parte. Ca tânăr ofițer de poliție din San Francisco însărcinat cu transferul deținuților de pe insulă în 1963, agentul federal Emerson Hauser (Sam Neill) a fost unul dintre primii oameni care a descoperit lipsa deținuților. Acum el conduce o unitate guvernamentală secretă care se ocupă cu găsirea prizonierilor. În San Francisco-ul de astăzi, „'63” (acesta fiind numele de cod al deținuților și al gărzilor lipsă) încep să se întoarcă înapoi fără a fi afectați de trecerea timpului. Pentru a le lua urma și a-i captura, Hauser recurge la ajutorul detectivului de poliție Rebecca Madsen (Sarah Jones) și Dr. Diego Soto (Jorge Garcia), un expert în istoria Alcatrazului. „'63” par a se întoarce fără a ști ce s-a întâmplat cu ei și par a avea constrângeri pentru a găsi anumite obiecte.

## Distribuția

### Rolurile principale
- Sarah Jones este Rebecca Madsen, un detectiv de omucideri al politiei din San Francisco
- Jorge Garcia este Doctor Diego "Doc" Soto, autor al unor cărți despre Alcatraz și de benzi desenate, scriitor și artist
- Jonny Coyne este Edwin James, directorul închisorii Alcatraz
- Parminder Nagra ca Dr. Lucille "Lucy" Banerjee și ca Dr. Lucille Sengupta, psiholog pe Alcatraz
- Jason Butler Harner este Elijah Bailey "E.B." Tiller, adjunctul directorului închisorii Alcatraz
- Sam Neill ca Emerson Hauser, agent FBI și fost ofițer de poliție care a ajuns pe docurile de pe Alcatraz pentru a găsi prizonierii dispăruți în 1963

### Roluri secundare
- Robert Forster este Ray Archer (anterior Ray Madsen), unchiul Det. Madsen și fost paznic la Alcatraz
- Leon Rippy este Dr. Milton Beauregard
- Jeananne Goossen este Nikki, un examinator medical de la biroul medicului legist

### Invitați speciali

#### Deținuți (în ordinea apariției)
- Jeffrey Pierce este Jack Sylvane (#2024)
- David Hoflin este Thomas "Tommy" Madsen (#2002)
- Joe Egender este Ernest Cobb (#2047)
- Michael Eklund este Kit Nelson (#2046)
- Eric Johnson este Cal Sweeney (#2112)
- James Pizzinato este Paxton Petty (#2223)
- Adam Rothenberg este Johnny McKee (#2055)
- Mahershalalhashbaz Ali este Clarence Montgomery
- Travis Aaron Wade este Herman Ames
- Graham Shiels este Pinky Ames
- Theo Rossi este Sonny Burnett
- Greg Ellis este Garrett Stillman

#### Paznici
- Jim Parrack este Guy Hastings

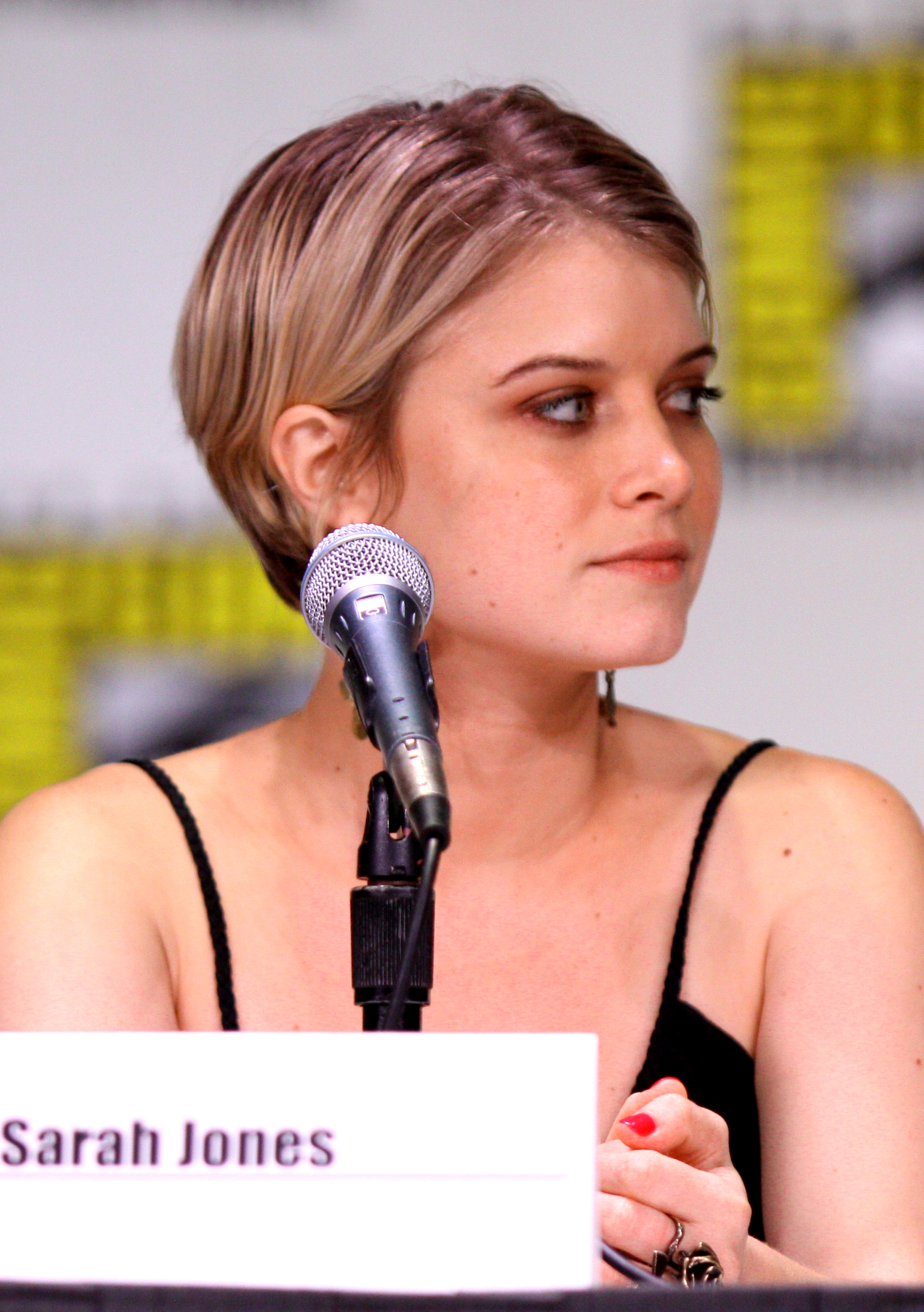
Sarah Jones este Rebecca Madsen
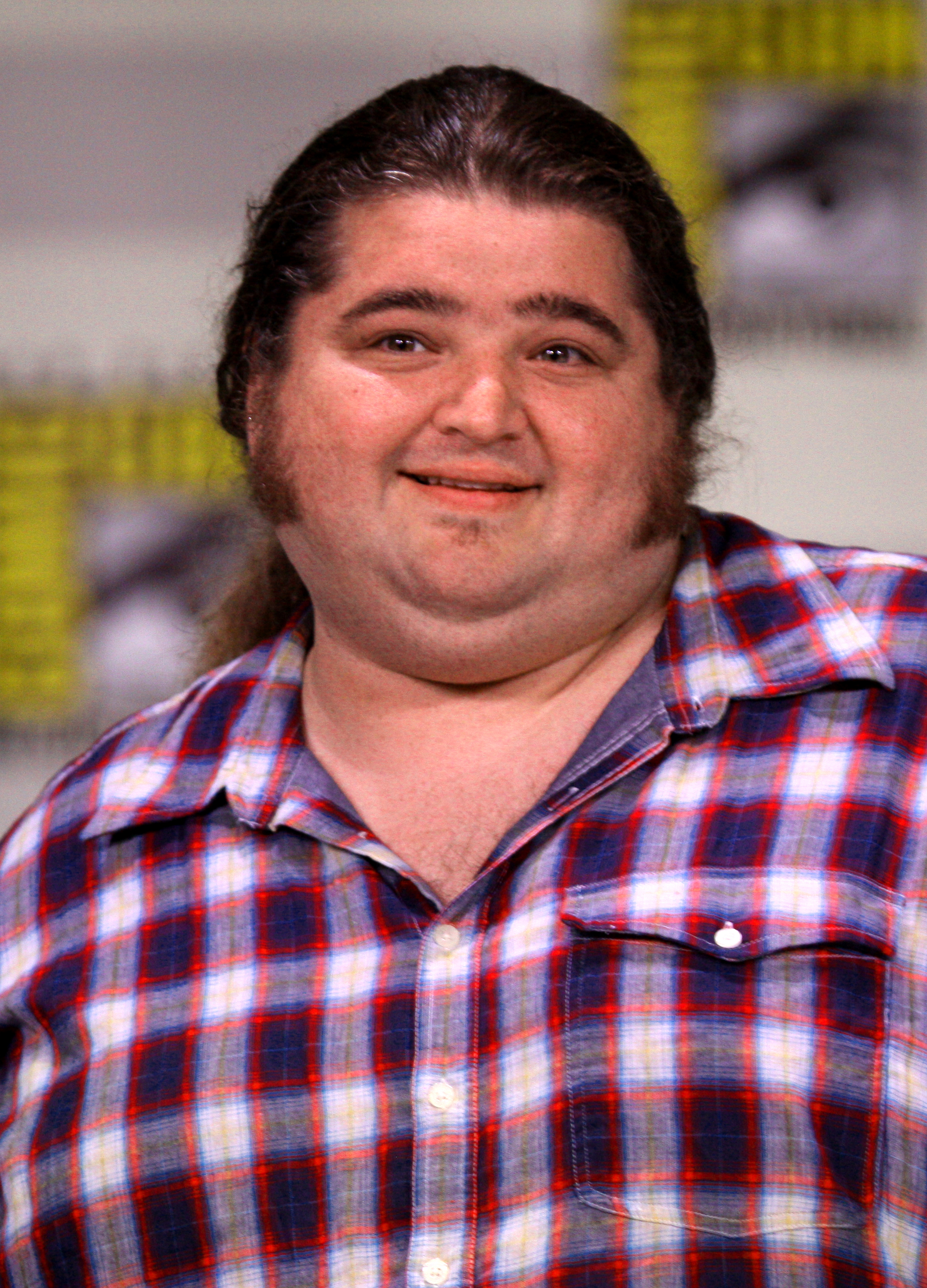
Jorge Garcia este  dr. Diego Soto
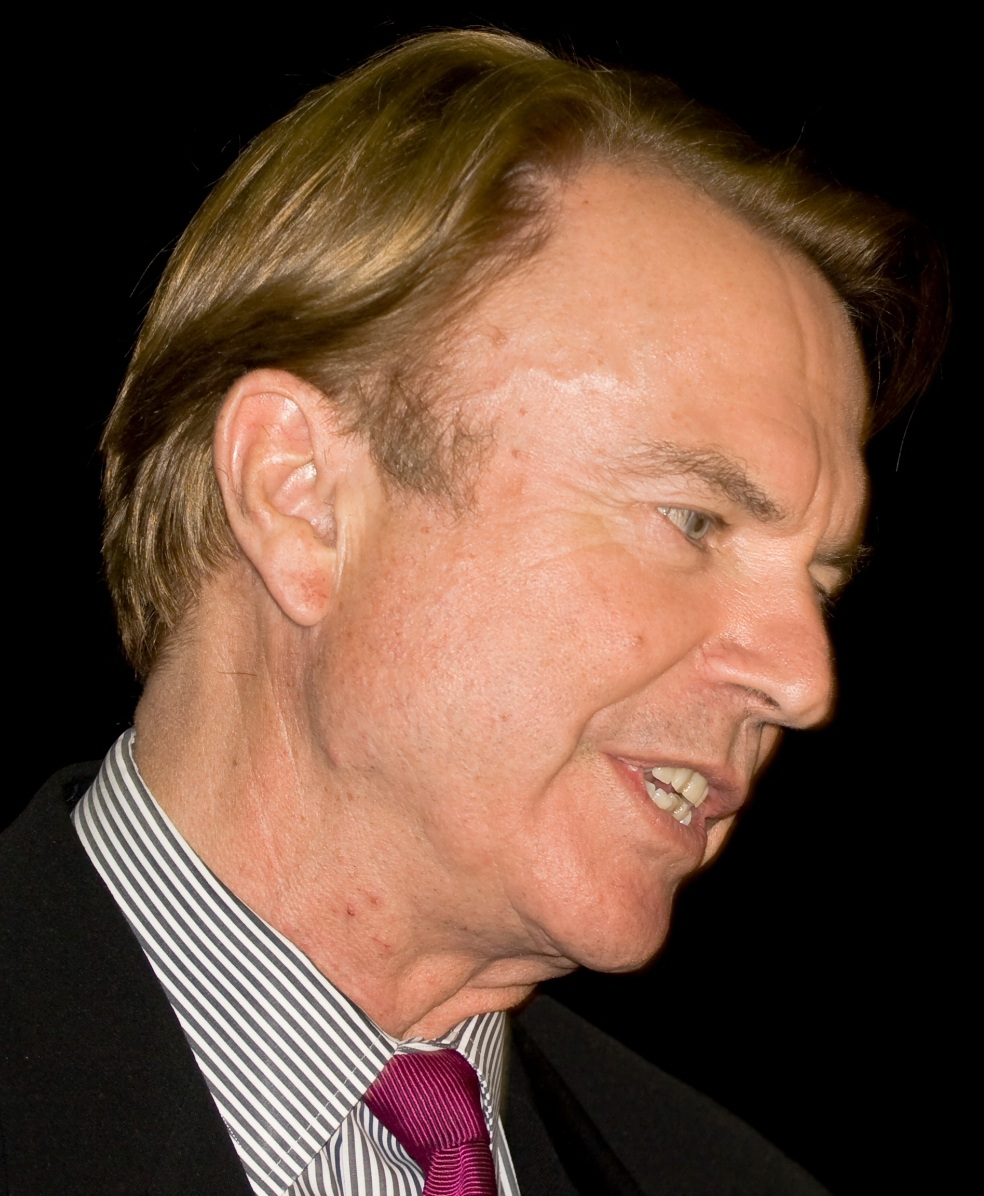
Sam Neill este Emerson Hauser
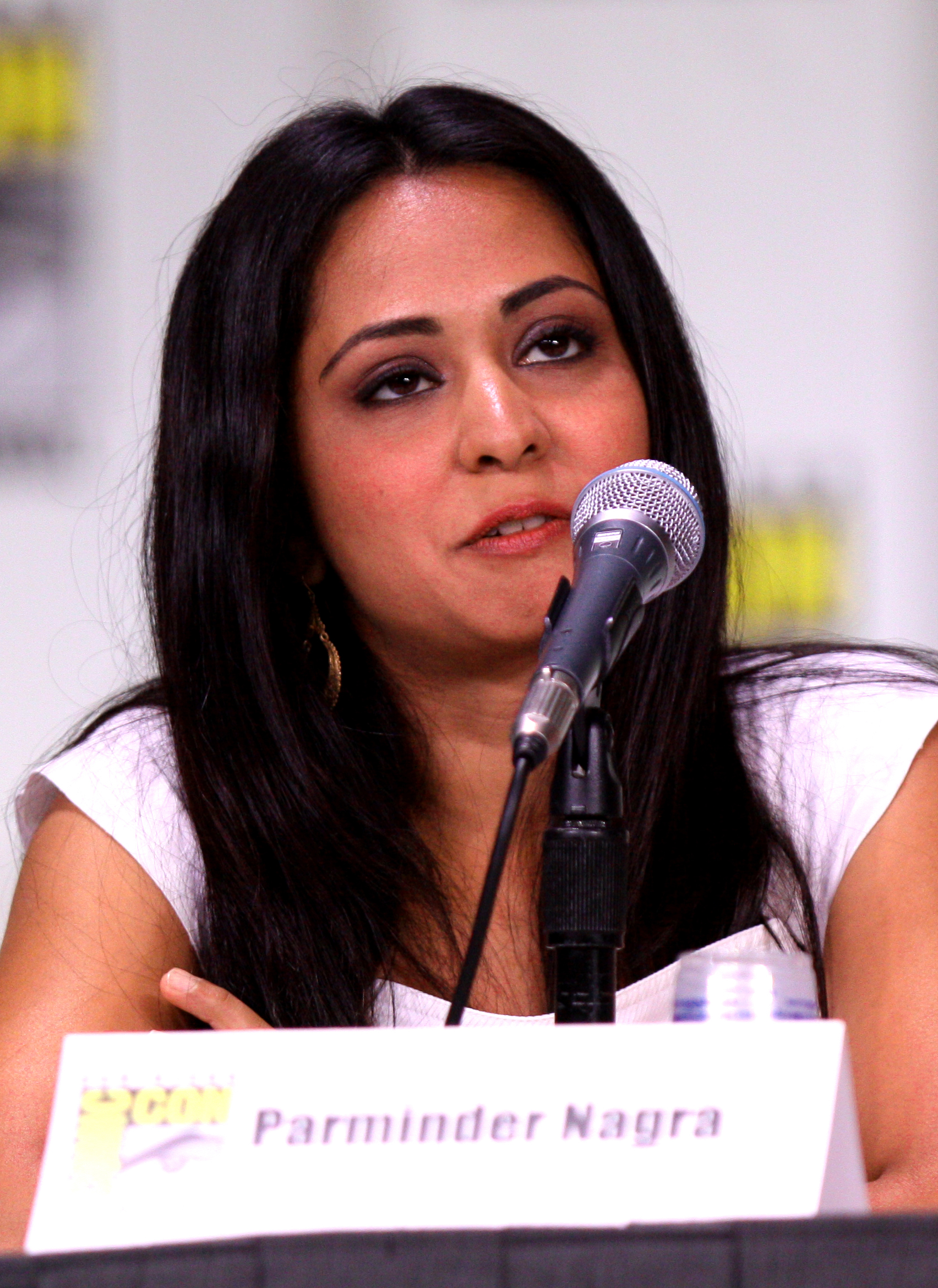
Parminder Nagra este Lucy Banerjee
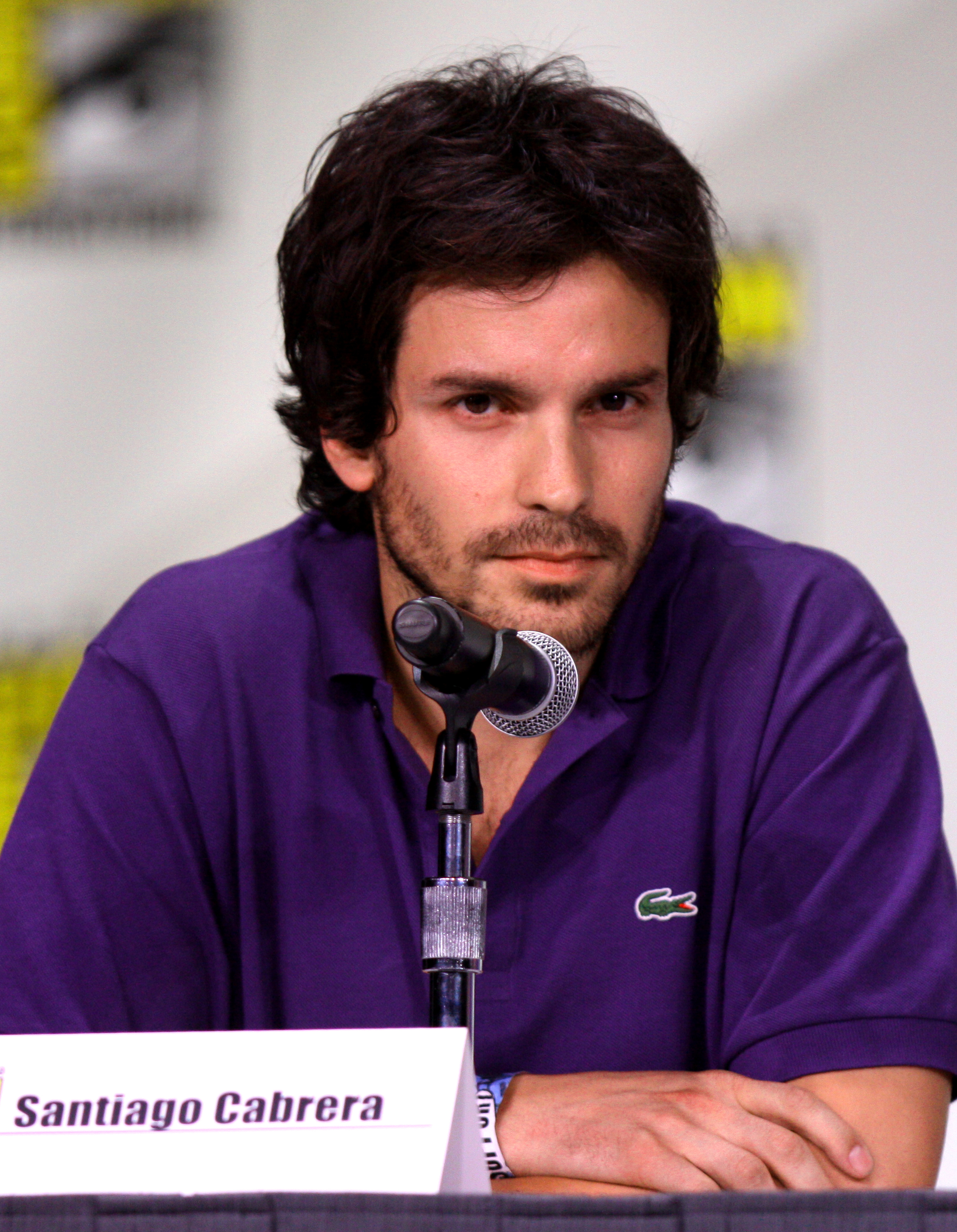
Santiago Cabrera este Jimmy Dickens
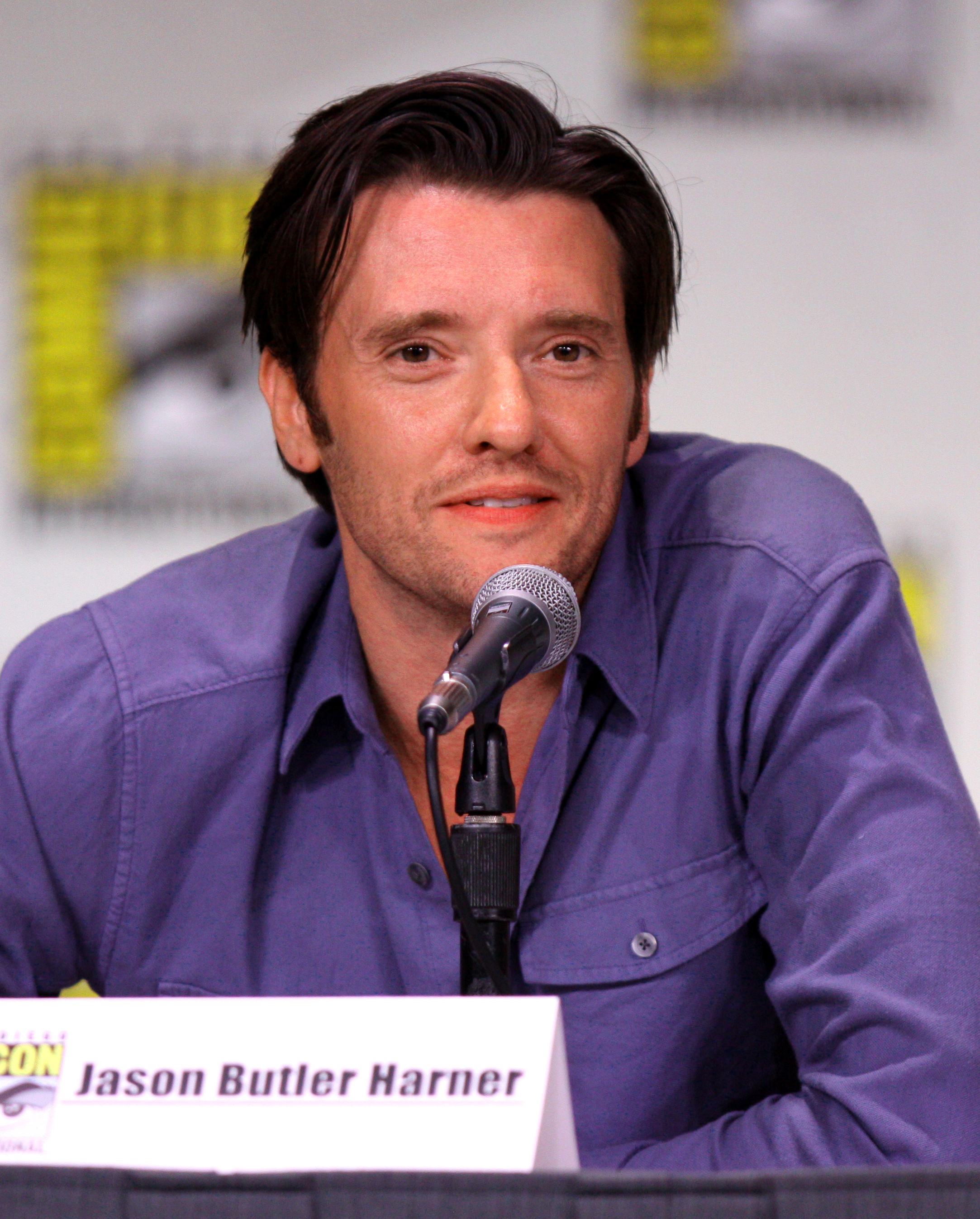
Jason Butler Harner este E.B. Tiller
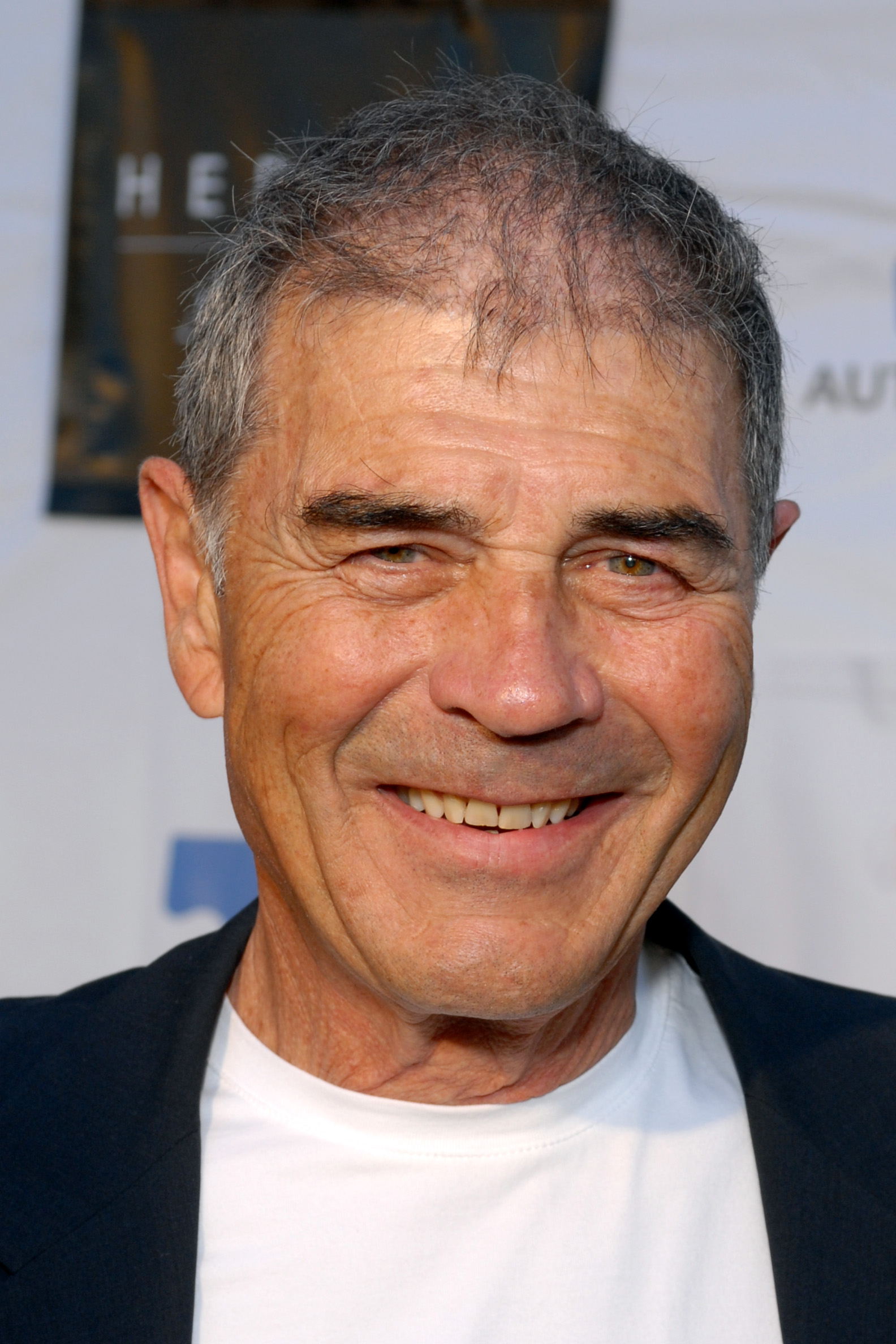
Robert Forster este Ray Archer

## Țările în care este transmis
| Țara                          | Canal                           | Premiera                          |
| ----------------------------- | ------------------------------- | --------------------------------- |
| Lumea arabă                   | MBC Action                      | 19 ianuarie 2012                  |
| Australia                     | Nine Network                    | 13 februarie 2012                 |
| Argentina                     | Warner Channel                  | 23 ianuarie 2012                  |
| Belgia                        | RTBF                            |                                   |
| Brazilia                      | Warner Channel                  | 23 ianuarie 2012                  |
| Canada                        | Citytv                          | 16 ianuarie 2012                  |
| Danemarca                     | Kanal 5                         | 11 martie 2012                    |
| Finlanda                      | Sub                             | 29 martie 2012                    |
| Franța                        | TF1                             |                                   |
| Israel                        | HOT                             | martie 2012                       |
| Italia                        | Premium Crime                   | 30 ianuarie 2012                  |
| America latină, fără Brazilia | Warner Channel                  | 22 ianuarie 2012                  |
| Norvegia                      | TVNorge                         | 9 februarie 2012                  |
| Polonia                       | Platforma n VOD                 | 6 februarie 2012                  |
| Spania                        | TNT (cu plată) La Sexta (liber) | 17 ianuarie 2012 8 februarie 2012 |
| Turcia                        | DiziMax                         | 21 ianuarie 2012                  |
| Regatul Unit                  | Watch                           | 13 martie 2012                    |